# Cerro Gordo (Caroline du Nord)
Cerro Gordo est une ville américaine située dans le comté de Columbus dans l'État de Caroline du Nord. En 2010, sa population était de 207 habitants.

## Démographie
| 1880 | 1890 | 1900 | 1910 | 1920 | 1930 |
| ---- | ---- | ---- | ---- | ---- | ---- |
| 90   | 129  | 123  | 323  | 262  | 325  |

| 1940 | 1950 | 1960 | 1970 | 1980 | 1990 |
| ---- | ---- | ---- | ---- | ---- | ---- |
| 379  | 265  | 306  | 322  | 295  | 227  |

| 2000 | 2010 | - | - | - | - |
| ---- | ---- | - | - | - | - |
| 244  | 207  | - | - | - | - |

## Source de la traduction
- (en) Cet article est partiellement ou en totalité issu de l’article de Wikipédia en anglais intitulé « Cerro Gordo, North Carolina » (voir la liste des auteurs).